# Hit (filozófia)
A hit ismeretelméleti értelemben kijelentések, elméletek olyan elfogadását (vagy tagadását) jelenti, melyek közvetlen és azonnali igazolása semmilyen módon – sem érzékileg, ill. tágabb értelemben tapasztalatilag, sem logikailag – nem lehetséges. Az elfogadás tehát a teljes „racionális” bizonyítás hiányában, esetleg – de nem feltétlenül – annak ellenére történik.
A hitnek ezen értelmezése a filozófia és a pszichológia számára is problémát, vizsgálati területet jelent. A hit egy másik – a fentitől nem független, de azzal nem is teljesen egybeeső – értelmezésben vallásos hitet jelöl.
A hit egyáltalán nem valamiféle megátalkodott ragaszkodás egyértelműen hamis dolgokhoz: a legtöbb ember megalapozottnak érzi sok hitét, meggyőződését, olyan esetekben is, amikor a szigorú bizonyítás valójában nem történik meg, és eme érzése nemhogy ütközne a társadalmi szokásokkal és elvárásokkal, hanem sokszor éppenséggel találkozik velük. Például egy szimpatikus embertől barátságos fellépést várhatunk a jövőben is, vagy nap mint nap használjuk a liftet, pedig semmi egzakt garancia nincs rá, hogy a felvonófülke nem fog éppen akkor leszakadni; valójában a hit jelensége széles spektrumon mozog a józan ész és a teljes (ön)becsapás mint két véglet között. Ráadásul a közvetlen és azonnali igazolás hiánya nem zárja ki, hogy az, aki hisz, ne rendelkeznék valami részleges, heurisztikus jellegű igazolással, vagy elvárásokkal a szigorú igazolás jövőbeni megtörténtére vonatkozólag. Mindezt azért szükséges kijelenteni, mivel léteznek vagy léteztek olyan gondolati irányzatok – filozófiai tanok, vélekedések – melyek akár a vallásos, akár a tágabb értelemben vett hitet leértékelték, azt károsnak vagy legalábbis fölöslegesnek gondolva. Különösen élen járt ebben a marxista filozófia a tizenkilencedik és huszadik századi Európában. Egyes marxisták élesen szembeállították a hit bármiféle értelmezését az igazsággal, az észszerűvel, és a tudással; más képviselőik viszont rámutattak a hit(ek) alapvető szerepére nemcsak a mindennapi életben, hanem a tudományban is, és példákkal igazolták, hogy a hit megvalósulása is hordozhat (még ha nem is minden esetben hordoz) – magában racionális elemeket.
Még elítélőbb ismeretelméleti kritikákat kapott a vallásos hit az említett irányzatok, illetve általában az ateista filozófusok részéről. A marxista filozófia gyakran az „elméleti hit” terminust alkalmazta a fenti, „ismeretelméleti” hitértelmezésre (nem ritkán azzal a szándékkal, hogy elválassza azt a teljesen irracionálisnak tartott vallásos hit fogalmától). A vallásos világkép a hívők gondolkodásában részben átfedi az empirikus tudományos módszerekkel megközelíthető világot, részben túlmegy azon. Az a része, amely a természettudományok felől nézve nem értelmezhető, filozófiai értelemben metafizika. Egy népcsoport hitét a különböző természetfeletti lényekben, jelenségekben hitvilágnak, illetve mitológiának nevezzük.

## Példák és használati módok

### Hit a hétköznapi életben

#### Példák
1. „Természetes” hitek: Az emberek óriási többsége hisz olyan teljességgel alapvető dolgokban, amelyeknek nemhogy az elhívése, hanem éppenséggel a bennük való kételkedés igényel komoly intellektuális erőfeszítést. Például hogy van keze, lába, és az az ő irányítása alatt áll; hogy a 21. században él, vagy hogy az asztalán álló kávéscsésze, amit lát, valóban ott van. Ezen dolgok bizonyítására nemhogy általános igény nincsen, épp ellenkezőleg: a bizonyítás felvetése érezhető a valóságtól elrugaszkodottnak. Ezek a hitek általában nem is tudatosulnak, tudatosításukra az élet java része során nincs se szükség, se igény. E példák azt mutatják, hogy a hit az elme egyik legalapvetőbb, leggyakoribb és legfontosabb működési módjának tűnik.[7] A filozófia egyik legfontosabb feladata hagyományosan épp az ilyen alapvető hitek kritikai vizsgálata.
2. Hit mint bizalom:
  1. Tekintélyek figyelembe vétele: Hihet valaki egy tekintély bizonyos állításainak. Például egy tudósnak, vagy más szakembernek, aki a szakterületéről nyilatkozik, de akár egy egyházi személynek vagy spirituális vezetőnek is. Ez esetben annak figyelembe vétele, hogy az illető élete jelentős részében az adott témával intenzíven foglalkozott, hosszas vele kapcsolatos képzésben vett részt, nagyobb a tapasztalata a témáról bárkinél stb., bizonyos észszerűséget kölcsönöz a véleménye elfogadottságának. Természetesen túlzásokba is lehet esni, amint azt pl. a személyi kultusz, vagy a vallásos szekták, ill. ideológiai vezetők iránti rajongás jelensége mutatja.
  2. A hit alapulhat személyes bizalmon, amely sokszor az érzelmi kötődés velejárója. Például egy vállalatvezető a könyvelőjében, házastárs a párjában stb. megbízhat és elhiheti az állításai nagy részét. Az állandó hitetlenség nemcsak a kölcsönös előnyöket hozó, ill. érzelmi közösséget jelentő kapcsolatot mérgezné meg, de valójában lehetetlen, betarthatatlan követelmény lenne, hogy házastársunk minden állítására nézve orvosi, akadémiai, munkahelyi stb. igazolást kérjünk. A személyes, illetve általában vett bizalom teljes hiánya az autoriter rendszerekre, és főképp a totalitárius diktatúrákra jellemző, egy ilyen társadalom rémképe orwelli jellegű.
  3. Önbizalomra épülő feltételezések: Van olyan eset, amikor a hitnek még kevesebb racionális alapja van, mégis bizonyos nagyon tág értelemben észszerűnek, pszichológiai szempontból normálisnak minősíthető. Például amikor egy sziklamászó egy nehéz terepet próbál teljesíteni: ez a törekvés nemcsak a tapasztalat oldaláról támadható (számos sziklamászóbaleset történt már előzőleg), hanem a racionalitás és a józan ész oldaláról is (hiszen laza támpontra léphet, a biztosítókötél elszakadhat stb.). Az állandó félelem a balesettől, az önbizalomhiány ez esetben még akár önbeteljesítő jóslattá is válhat. A „hit magamban”, képességeimben a legtöbb ember esetében nemcsak, hogy nagyon csekély igazoláson nyugszik, hanem egyenesen tévesnek minősíthető,[8] ennek ellenére mégis megvan a maga természetessége és racionalitása.
3. A természettudósok hipotézisei (sejtései) valamely természeti jelenséggel kapcsolatban szintén a hit egy fajtáját képezik, hiszen a hipotézis éppenséggel a tudományos módszerekkel megközelíthető, de az adott pillanatban igazolatlan elméletek neve. A hipotézisek azonban általában nem hasraütésszerűen, a tudósok puszta fantáziája alapján keletkeznek, hanem sok esetben már maguk is komoly munka és racionális gondolkodás termékei.
4. A hiedelmek – tágabb értelemben – szélesebb közösség által osztott, de sok esetben megalapozatlanul terjedő, sőt tévesnek bizonyuló hitek. Ide tartoznak a „városi legendák”, illetve a széles körben elterjedt előítéletek, illetve sztereotípiák, vagy egyes népi babonák, pl. hogy egyes bagolyfélék halált hoznak, továbbá a tudományos életből eredő, de helytelenül értelmezett állításokból eredő, tudományosan azóta megcáfolt tévedések, mint pl. a marslakók létezésében való hit. (Szűkebb értelemben, a néprajzban csak a pogány és keresztény hitvilág keveredéséből származó, teológiailag nem elismert, népi jellegű vallásos képzeteket nevezzük hiedelemnek[9]). Hihet valaki egy tudományosan teljesen megalapozatlan, sőt esetleg megcáfolt vallásban vagy más hiedelemben. Pl. a modern csillagászat, illetve az empirikus vizsgálati eredmények az asztrológia jósló erejét részben valószínűtlenné teszik, részben cáfolják. Ennek ellenére az egyén szempontjából lehet az ilyen meggyőződésnek „észszerű(nek tűnő)” jellege – például ha úgy érzi, személyes tapasztalatai alátámasztják az asztrológiai állításokat, míg a modern tudományéit nem (hetedik hozzátartozóját kezelték félre az orvosok, nap mint nap ellentmondó állításokat olvas bulvárlapokban arról, hogy a tej fogyasztása egészséges-e stb.).
5. A mentális betegségekben szenvedők téveszméi vagy a szélhámosok hazugságrendszerei olyan hamis hitek, amelyek köré létrehozójuk sokszor egész, önmagában akár logikusnak tűnő érvrendszert épít ki (a beteg esetében a hit magában a létrehozójában, a szélhámos esetében az áldozatokban jelentkezik).

#### Fokozatok
A hit erőssége, vagyis annak foka, hogy hívője mennyire tartja kétségtelennek, különböző lehet. A gyanú, a feltételezés olyan hit, amelyet a hívője sem tart kétségtelennek, és általában erős szükséget érez a bizonyítására. A vélemény már rendelkezik valamiféle minimális igazoltsággal, és sokszor jól beillik a hívője nézetrendszerébe, azonban meggyőzés, ellenérvek, cáfolatok hatására hajlandó ezt módosítani. A meggyőződés nagyon erős hit, sok esetben a hit igazoltságába vetett (de esetleg hamis) hittel is együtt jár.

#### Nyelvészeti szempontok
Sok nyelvben több (de legalább kettő) szó van az „elméleti” és a „vallásos” hit megkülönböztetésére, pl. az angolban: belief = hit (vélekedés), faith = vallásos hit.

### Hit a pszichológiában
- attitűd * előítélet * gyermektudomány *kognitív disszonancia * önbizalom

## A hit filozófiája

### Történelem

#### Ókor
Az első írásos munka, amely a hit fogalmával részletesebben foglalkozott, Parmenidész tankölteménye. Parmenidész megkülönböztette a tudást a „véleménytől” (doxa: vélekedés, látszat). A mű értelmezését töredékes és sokszor ettől függetlenül is, költőien homályos volta, azonban megnehezíti. Egy lehetséges értelmezés szerint azonban Parmenidész a hit fogalmát nem a modern értelmezéssel egyezően használta. Parmenidésznél éppenséggel a valódi tudás alapul intuitív belátáson, amit pedig az emberek tudásnak neveznek, az érzéki benyomásokon és tapasztalatokon alapuló „tudás”, az valójában csak doxa, amelyben „nincs igaz bizonyosság” (ami nem jelenti azt feltétlenül, hogy teljességgel hamis lenne). Ez majdnem a fordítottja a modern értelmezésnek.
A doxa fogalma, illetve a tudás filozófiai és fogalmi elemzésének igénye számos görög filozófusnál felbukkant, így pl. Platónnál. A Platón által felmutatott nagy filozófus, Szókratész jellegzetes tevékenysége volt, hogy látszólag nyilvánvaló, hétköznapi fogalmakat (igazság, erény, jó stb.) megkérdőjelezett, az érdeklődőket állandó rákérdezéssel kimozdította megszokott és kényelmes hiteikből, kimutatva, hogy amit tudásnak hisznek, az csak doxa, sőt előítélet. Politikai és személyes ellenfelei végül halálra ítélték.

### Középkor
A középkorban a teológiában és skolasztikus filozófiában központivá vált a vallásos hit fogalma.

#### Újkor
David Hume és Immanuel Kant volt két ismert személy, aki a hit és az ítélőképesség kérdéseit vizsgálta.

#### Huszadik század

##### „Hitviták” és elképzelések a marxisták körében
A hetvenes évek végén Jürgen Kuczynski tudománytörténész-filozófus és Franz Loeser filozófus kisebbfajta mozgalmat indított el a marxizmuson belül a hit fogalmának tisztázására. Szórványos és visszhangtalanul maradt kísérletek után, mint pl. Georg Klaus egy hatvanas években írt, a hit nem-vallásos fajtáit is vizsgáló tanulmánya (Die Macht des Wortes, 1969), Kuczynski és Loeser egész sor hozzászólást indukáltak a hitről indított marxista vitához, amely utóbbi tudatosította ezen terület elhanyagoltságát, és felhívta a figyelmet a hit hétköznapi életben nélkülözhetetlen, illetve a tudományon belül is létező jelenségeire.
Klaus fentebb említett tanulmánya, amely a szemiotikai pragmatikával foglalkozott, a hit fogalmát abban az összefüggésben tárgyalta, hogy milyen jelentőség tulajdonítható a hiteknek általában a mondatok jelentésének meghatározásában. A hitet „kijelentések igazságának tételezése”-ként definiálta, és megjegyezte, hogy racionális megalapozottsággal is rendelkezhet, alapja részben az extrapoláció (előrejelzés), részben az interpoláció (kiegészítés). Bár meghatározott tudást előfeltételez, ennek ellenére lényegesen különbözik a tudástól; mert „föltevéseken alapul, hogy ily módon hidalja át a tudásnak azokat a hézagait, melyeket nem lehet betölteni; ily módon az ember lekerekített rendszerhez jut.” Klaus azt sem felejtette el megemlíteni, hogy a hit létfontosságú „az ember gyakorlati alapállása szempontjából”; sőt, magán a tudományon belül sem lehet mellőzni, például egy tudósnak hinnie kell, hogy az aktuális tudományos problémák egyáltalán megoldhatóak. Ugyanakkor elutasította a vallásos hitet, és tagadta annak racionális megalapozottságát.

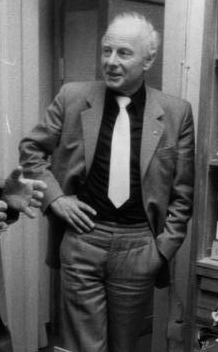
Franz Loeser

Loesernek az az ötlete támadt, hogy „kreativitási logikát” fejlesszen ki. A hetvenes évek második felétől kezdve több értekezést is publikált ezzel kapcsolatban. Különösen érdekelte a hit általa relevánsként definiált fajtája, a „teremtő hit”, illetve az ezt megvalósító logikai struktúrák szerepe az alkotó gondolkodás különböző fázisaiban, egyik értekezésében egy matematikussal együtt még arra is vállalkozott, hogy matematikai modellt alkosson a hittel kapcsolatos logikai műveletekről. Ez egy gráfos ábrázolásmódhoz vezetett („doxogramma”), amelyben szerepet kapott pl. a hit valószínűsége, vagy a bizonyításához szükséges „energiamennyiség”, és más, a modellben definiált mennyiségek. Egy sokkal későbbi tanulmányában a hitet a valószínűség fogalmával kötötte össze: „a legáltalánosabb értelemben vett ismeretelméleti kategória ez, s azt a nem bizonyosságon, hanem meghatározott valószínűségen alapuló föltevést jelenti, hogy egy információ igaz (avagy hamis).”
Kuczynski 1977-ben megbírálta a Klaus és M. Buhr által kiadott Philosophisches Wörterbuch c. kiadványt amiatt, hogy nem tartalmaz önálló hit szócikket, hanem pusztán a „vallásos hit” fogalmát tárgyalja, azt is lekezelő módon: „szubjektív elidegenedési helyzetből adódó, a valóság fantázia általi torzításán nyugvó, bizonyíthatatlan meggyőződés, amely természetfölötti, nem-materiális lényegiségek és erők létezését tételezi, valamint hogy ezek a faktorok beavatkoznak a természeti folyamatokba, a társadalmi életbe és az ember egyéni sorsába, s ennek megfelelően »misztikus módon« nyilvánulnak meg az emberek számára. A vallásos hitet ezért áthidalhatatlan szakadék választja el a tudástól és tudománytól.” Kuczynski a hit mint önálló fogalom elhanyagolását „megdöbbentően hibás álláspontnak” nevezte, majd több személyes tapasztalatból, illetve a hétköznapi életből vett példa közlése után a következő hitvallást fogalmazta meg: „az emberek többsége számára, bizonyos értelemben számunkra, marxisták számára, a hit mindig erősebbnek bizonyult a tudásnál. Nem a kinyilatkoztatáson alapuló vallásos hit, hanem annak egy másik formája ... Egészen egyszerűen meg kell állapítanunk, hogy a tudás mellett valójában a hit is létezik, olykor vallásos formát öltve, máskor viszont egyszerűen a tudás meghosszabbításaként egy olyan dimenzióban, ahová a tudásunkkal képtelenek volnánk eljutni.”
Valószínűleg a Kuczynski által indított vita hatására, a Manfred Buhr és Alfred Kosing szerkesztette (1974 óta több kiadásban is megjelenő) nagy filozófiai kézikönyv, a Kleines Wörterbuch negyedik kiadásától (1979) kezdve önálló szócikket szentelt a „hit” címszónak, azt „elméleti” és „vak” hitre választva, az elméleti hitről pedig ezt írja: „egyes következtetéseket, hipotéziseket és más megalapozott föltevéseket igaznak tekint, még ha ezek az adott időpillanatban nem nyertek vagy nem nyerhettek bizonyítást. Egy ilyen hit biztos tudáson alapul, amely már átesett az ellenőrzés próbáján, s gyakorlati tapasztalatokra épít. Fontos szerepet játszik a gyakorlati cselekvés orientálásában és a viselkedés meghatározásában, különösképp, ami az osztályharcot illeti. Gyakorta játssza annak a szükségszerű középtagnak a szerepét, amely közvetíti az elmélettől a gyakorlathoz vezető átmenetet.” A szócikk elhatárolja az elméleti hitet attól a „vak hittől”, amely nem bizonyos ismeretekből indul ki, hanem az érzésre alapoz, természetfölötti erők állítólagos megnyilatkozásaira és jeleire épít, és ami a „babona egyik formája, szigorú ellentétben áll a tudással”.
Frank Rupprecht még ennél is továbbment, és Realar Optimismus c. könyvében áttekintette Klaus és Loeser munkáit, valamint annak a Bern Okundnak az érvelését, aki Loesert kritizálta egy új fogalom, a „szocialista hit” bevezetése miatt (amin Loeser lényegében a szocializmus győzelmének hitét értette), mondván, hogy Loeser feleslegesen az irracionalitás talajára tereli a vitát. Rupprecht viszont csatlakozott Loeser álláspontjához, és „forradalmi hitről” beszélt, amely „olyan társadalmi érzület, mely egyidejúleg alapul tudáson és tapasztalaton”. Rupprecht Okunddal és a Kleines Wörterbuch szócikkíróival ellentétben egyáltalán nem tartotta károsnak, ha a hit fogalmát annak érzelmi, ill. – ezzel összefüggésben – társadalmi vetületeivel úgy bővítené valaki, hogy közben elismerné az így kapott tágabban értelmezett hitek bizonyos észszerűségét, vagy legalábbis társadalmi fontosságát. Az emberek ugyanis nem pusztán gondolkodó, hanem egyben érző lények is, ennélfogva a hit nemcsak elméleti kiegészítője a tudásnak, hanem azt „az érzület oldala felől is kiegészíti – a hit tudáson alapul, amennyiben a szóban forgó ember rendelkezik tudással, s ezt a tudást a hit összekapcsolja az ember szubjektív-emocionális oldalával ... A hit ebből a szempontból tehát az érzelmi erő és kötődés fogalma, amellyel a társadalom életében sor kerül egy meghatározott cél fölvállalására.” Rupprecht dolgát megkönnyítette, hogy ebben az időben már „szovjet elvtársak útmutatására” is hivatkozhatott, elsősorban Vladimir Sinkaruk néhány művére (melyek egy része németül is megjelent). Sinkaruk többek közt a hit jövőre-irányultságát hangsúlyozta, egyik írása szerint a hit olyan „pszichikai jelenség”, amely „genetikusan az ember célkitűző tevékenységével függ össze, a jövő képét foglalja magában, ama törekvés eredményeképp, hogy előzetesen megragadhatóak legyenek a jövőben rejlő lehetőségek.” A hit területén az ember „a képzelőerő jelenségeit valóságosként élheti meg, s a múlt és a jövő jelenné válhat a számára”.
Sinkaruk gondolatainak egy részét 1980-ban Drezdában a szovjet és keletnémet filozófusok közös bizottságának nyolcadik konferenciáján is előadta, az előadást követő konferencia tanulságait Rupprecht így foglalta össze: „a szellemi élet nem-vallásos jelenségeként értelmezett hit szükségszerű hellyel és korlátozott, de fontos funkcióval rendelkezik a munkásosztály társadalmi pszichéjében”. Ez felfogása szerint támogatja azt a tételt, miszerint a hit egyidejűleg elméleti képződmény – valaminek észszerű alapon történő igaznak tartása – valamint társadalmi érzület, a tudás személyes és érzelmi jellegű kiegészítője.
A marxista filozófusok párbeszéde közben kialakulni látszó „elméleti hit” fogalma kritikában részesült Joachim Forsche részéről (dicsérő megjegyzései mellett), ugyanis szerinte részint megkérdőjelezhető a hit alapjaként a tudást feltételezni, sokkal természetesebb lenne a fordított irányú viszonyítás; részben pedig logikátlannak tartotta, hogy Rupprecht a hit érzületi jellegét – amelynek észrevételét egyébként Forsche pozitívumnak látta – egybekeveri a hit tudásszerű aspektusával. Forsche szerint nem a tudás a hit alapja, hanem éppen ellenkezőleg: „a hit primer módon intuitív belátáson és értéktudáson alapuló tételezés, az igazként és értékként való tételezés előzetes eszmei adottsága, a tudás, a cselekvés és a viselkedés előfeltevése”, ami ráadásul „a tudás valamennyi formájában ismeretalap, előfeltevés, a létbe, illetve a másik létébe vetett bizalom megelőlegezése”. Ám a hit maga nem elméleti képződmény, csupán az elméletek alapja. „A hit általunk megfogalmazott dialektikus felfogása kizárja azt, hogy a hit jelenségének két oldala egymás mellett állna – a tényállások igaznak tételezése, és az emberekbe vetett bizalom mint társadalmi érzület – illetve, hogy valamelyik oldal abszolutizálódjék a másik oldallal szemben.” Forsche szerint az eddigi vitában többen elkövették a hibát, hogy az „értelmi”-„érzelmi” fogalompár különbségét azonosítják a „racionális”-„irracionális” fogalompár különbségével. Az érzés ugyanis lehet észszerű, sőt eszes, például egy művészi intuíció eredményében akár racionális is lehet. A marxista filozófián belül uralkodóvá vált szcientista és intellektualista tradíció túl szűkre szabta az ész és az ismeret határait. A létbe, a másikba vetett bizalom, a hit nem ostobává, hanem éppenséggel nyitottá tesz a valóság iránt: ahogyan a gyermek is először az anyja, majd a világ és a dolgok felé nyílik ki. Bizalom és hit nélkül nincs emberhez méltó élet. Zárszóként hangsúlyozta, hogy súlyos hiba lenne a hit teljes területét átengedni a teológiának, előbbit már eleve irracionális bélyegezve, mert igazából csak a vallásos hit irracionális.

##### Neopozitivizmus
A neopozitivizmus legjelentősebb (de azt egyben meg is haladó, továbbfejlesztő) alakja, Rudolf Carnap a hitet a szemiotikai pragmatika tudományának körébe utalta, és több írásában is sürgette utóbbi tudomány kidolgozását (a „pragmatista atyák” filozófiáját – mint pl. Peirce-ét – ismerte és bírálta is, nem tartotta elég egzaktnak). A pragmatika felé fordulásra többek közt saját filozófiájának számos nyitott kérdése – pl. az általa „leírónak” nevezett terminusok feltételezése, vagy a számok és más absztrakt nyelvi formák létezésének dimenzionálása késztette (ez utóbbi kérdést egyértelműen a pragmatikához utalta: hogy létezőnek nevezhetőek-e az absztrakt nyelvi formák, azt végső soron csakis az döntheti el, hogy hasznosak-e). A pragmatika tárgykörébe olyan fogalmak tartoznak szerinte, mint „hit”, „tartalom”, „kijelentés”.

### Elméleti megkülönböztetések

#### Diszpozicionális és okkurrens hit
Több szerző (Price (1969), Armstrong (1973), Lycan (1986), Searle (1992), Audi (1994)) megkülönbözteti a hit diszpozicionális (tartós), ill. okkurrens (eseti, alkalmi) változatait. A diszpozicionális jellegű hit állandó jelleggel jelen van, míg az okkurrens jellegű csak alkalmilag. Példa:
- János elég robbanékony.

Ez egy diszpozicionális jellegű hit. Akkor is indokolt lehet, ha János éppen alszik, vagy teljesen nyugodt. Viszont:
- János most nagyon ideges lehet, hiszen kiabál.

Ez egy okkurrens, alkalmi jellegű hit, amelyet az éppen aktuális szituáció indukál.
Egy diszpozicionális hit megfelelő körülmények között ideiglenesen okkurrenssé válhat – pontosabban, egy diszpozicionális jellegű hit, megfelelő körülmények között, kiválthat egy neki megfelelő okkurrens jellegű hitet. Például az az általános hit, hogy az étel tápláló, azt az alkalmi hitet, hogy az az étel, amit az adott pillanatban eszik, tápláló. Fordítva, egy okkurrens hit újra meg újra aktiválódva a tudatban, egy hasonló, de általánosabb, diszpozicionális hit rögzülését okozhatja. Pl. ha egy útkereszteződésen minden nap átkel valaki munkába menet, és többször is majdnem elütik, akkor joggal gondolhatja, hogy ez a kereszteződés általában is veszélyes. Van olyan álláspont, miszerint valójában minden hit (és minden tudás) diszpozicionális jellegű (diszpozicionalizmus).

#### Fallibilizmus és infallibilizmus
A fallibilizmus az a filozófiai álláspont, miszerint az igazolt tudás (értsd: az igazolt hit) téves is lehet, még kifejezettebb formájában (erős fallibilizmus) az az álláspont, miszerint gyakorlatilag nem létezik ismeretelméleti szempontból igazoltnak tekinthető tudás: végső soron minden tudásunk csak hit. A fallibilizmus két kézenfekvő érve az illúzió-érv (sosem garantálható, hogy a megismerő szubjektum nem érzékcsalódás áldozata a hitei igazolásakor), másik pedig az igazolásregresszus: amikor a szubjektum igazol egy hitet, akkor először is igazolnia kell, hogy az igazolás helyes, de még ezelőtt annak igazolása szükséges, hogy az igazolás igazolása helyes ... és így tovább. Az igazolásban axiómaszerűen, azaz igazolatlanul elfogadott alapelvre kell előbb-utóbb támaszkodnia, ha nem akar végtelen igazolási ciklusba kerülni – viszont, mivel az axióma igazolatlan hit, így ismeretelméleti értelemben nem nevezhető tudásnak. Tehát a tudásnak végső soron csak a hit az alapja.
Az infallibilizmus ennek az álláspontnak a tagadása. Az infallibilizmus egyik lehetséges kiútja az igazolásregresszusból a fundacionalizmus: eszerint a hitek két csoportra oszthatóak, vannak alapvető és nem alapvető hitek. Az alapvető hitek sajátságos „önigazoló” tulajdonságát feltételezik, így azok kétségbevonhatatlanok (infallibilisek).
A fallibilizmus azonban nem egyenértékű a szkepticizmussal. A szkepticista – legalábbis radikális formájában – a világ megismerhetetlenségének hitét hirdeti, de – bár felhozhat fallibilista jellegű érveket álláspontja igazolására – a legtöbb fallibilista (mint pl. Peirce vagy általában a pragmatisták) nem volt radikális szkeptikus. A fallibilizmus csak a tudás végső bizonyosságát kérdőjelezi meg, de emiatt nem tartja értéktelennek, és főképp nem használhatatlannak; nem „hajítja a szemétbe” egy az egyben úgy, mint a szkepticizmus. A pragmatista iskola megalapítói – Charles Sanders Peirce, John Dewey és mások – mellett szokás Karl Raimund Poppert is fallibilistának tartani.

### Hit és tudás az analitikus filozófiában
A modern episztemológia a hitet a tudás alapfeltételének tartja. Ha egy P kijelentés tudásnak minősül X. szubjektum számára, akkor ennek feltétele, hogy X higgyen P-ben. A kortárs episztemológiák nagyon különféleképpen definiálják a tudást, de legtöbbjük egyetért abban, hogy az episztemológia egyik fő feladata meghatározni azon feltételeket, melyek teljesülése esetén egy hit tudásnak minősül.

## Külső hivatkozások
- "Mikor igazolt egy hit?", Ismeretelméleti szöveggyűjtemény, Osiris Kiadó-Láthatatlan Kollégium, 2002
- Daniel C. Dennett: "Breaking the Spell: Religion as a Natural Phenomenon", Viking Adult, 2006